# Distichochlamys citrea
Distichochlamys citrea là một loài thực vật có hoa thuộc chi Gừng đen trong họ Gừng. Loài này được M.F.Newman phát hiện ở Vườn quốc gia Bạch Mã (Thừa Thiên Huế) và mô tả khoa học đầu tiên năm 1995.